# Behind the Mask (documentário)
Behind the Mask é um documentário de 2006 sobre o Animal Liberation Front.
Foi criado pela advogada defensora dos direitos animais Shanon Keith, que passou três anos filmando, entrevistando e editando o filme. Sua intenção era combater as perseguições que a mídia fazia ao movimento dos direitos animais.